# Trylissy (Fastiw)
Trylissy (ukrainisch Триліси; russisch Трилесы Trilessy) ist ein Dorf im Westen der ukrainischen Oblast Kiew mit 1869 Einwohnern (2021).

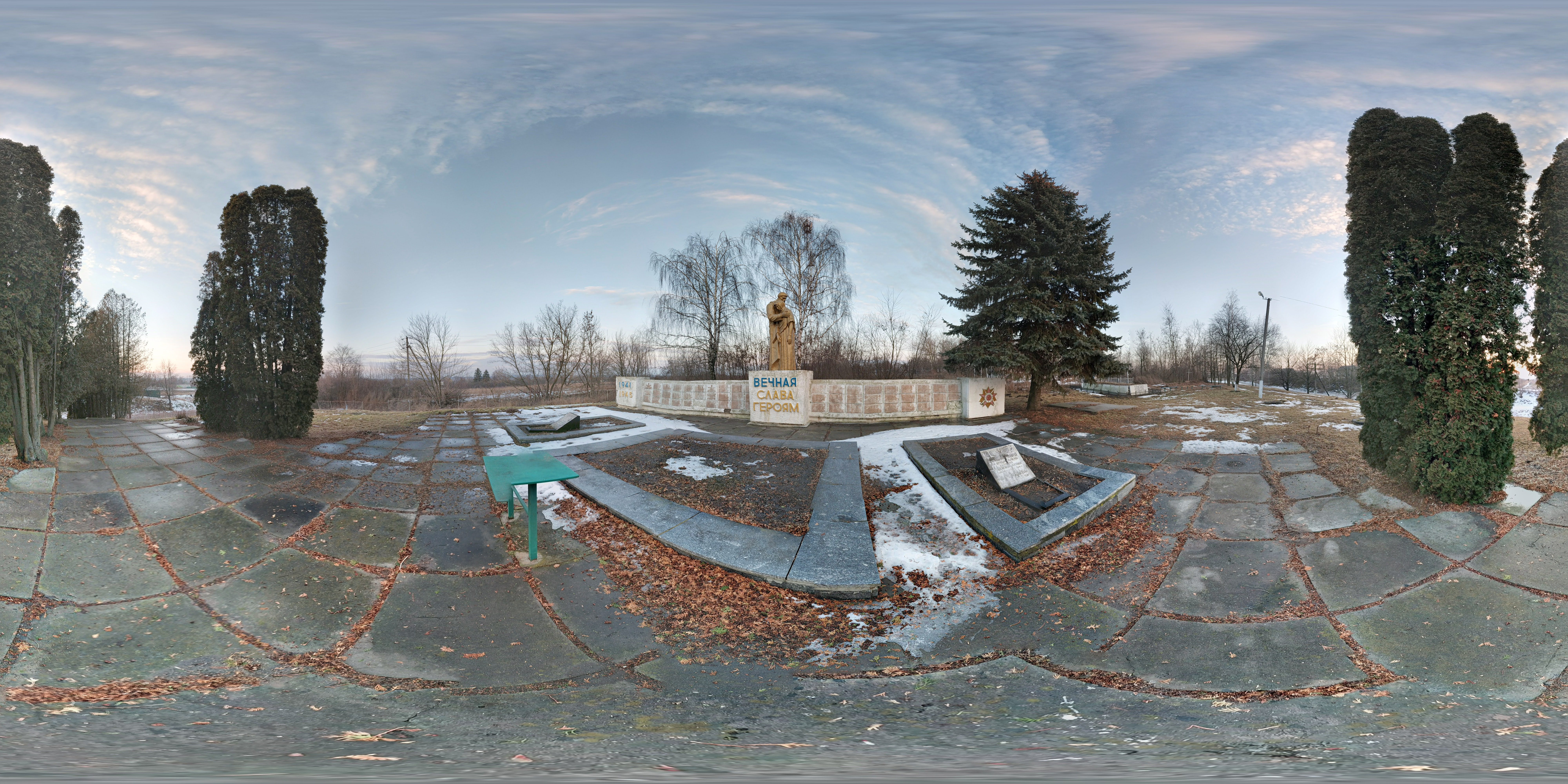
Denkmal im Ort

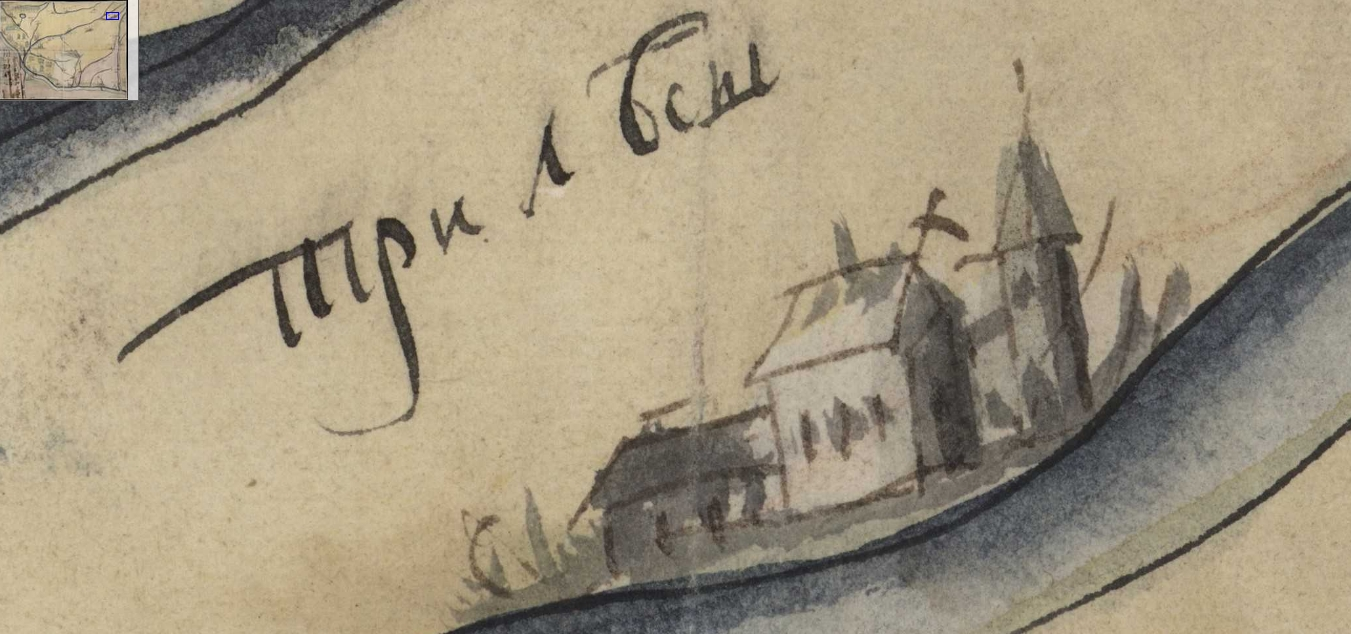
Trylissy auf einer Karte des 18. Jahrhunderts

Die Ortschaft liegt auf 186 m Höhe am Ufer der Kamjanka (Камянка), einem 105 km langen, linken Nebenfluss des Ros, 14 km südwestlich vom Rajonzentrum Fastiw und 85 km südwestlich vom Oblastzentrum Kiew.
Am Dorf entlang verläuft die Territorialstraße T–10–13.
Das erstmals im 14. Jahrhundert schriftlich erwähnte Dorf wurde am Ende des 14. Jahrhunderts und am Anfang des 17. Jahrhunderts fünfmal von Tatarenhorden verwüstete und 1600 wurde die Ortschaft vollständig niedergebrannt.
Am 29. Dezember 1825 begann im Dorf der Dekabristenaufstand des Tschernigower Regiments. Nach der Unterdrückung des Aufstands wurden einige der Teilnehmer im Dorf begraben.
Im Jahr 1973 hatte das Dorf 6300 Einwohner. Bis 1989 sank die Einwohnerzahl auf 2946 Einwohner und bei der Volkszählung 2001 zählte das Dorf 2389 Bewohner.
Am 12. Juni 2020 wurde das Dorf ein Teil der neugegründeten Siedlungsgemeinde Koschanka, bis dahin bildete es die gleichnamige Landratsgemeinde Trylissy (Триліська сільська рада/Tryliska silska rada) im Süden des Rajons Fastiw.